# Bobbie Heine Miller
Esther Laurie "Bobbie" Heine Miller (født Esther Laurie Heine den 5. december 1909 i Greytown, Kolonien Natal, død 31. juli 2016 i Canberra, Australien) var en sydafrikansk tennisspiller.
Bobbie Heine vandt én grand slam-titel i karrieren, damedoubletitlen ved de franske mesterskaber i tennis 1927 med Irene Bowder Peacock som makker, og i 1929 blev hun rangeret som verdens femtebedste kvindelige tennisspiller. Cricketspilleren Peter Heine var hendes bror.

## Barn- og ungdom
Esther Heine voksede op på en gård i Natal i det nuværende Sydafrika med sine forældre, en søster og tre brødre. Hendes far var en dygtig stangspringer, og en af hendes brødre blev landsholdsspiller i rugby. Heine begyndte at spille tennis i skolen men øvede sig ved at slå bolde mod væggen af sin fars slagterbutik i Winterton.
Hun fik kælenavnet "Bobbie" som teenager, da en repræsentant for South African Lawn Tennis Union til en turnering i Transvaal kommenterede, at hendes runde ansigt mindede om en engelsk politibetjent (en såkaldt "bobbie"), og kælenavnet Bobbie blev hængende resten af livet.

## Tenniskarriere
I 1925 vandt hun Natal-mesterskabet i damesingle i en alder af blot 15 år. Hun vandt titlen yderligere tre gange, i 1928, 1930 og 1931.
Heine rejste til Europa for første gang som 17-årig i 1927. I maj 1927 vandt hun Surrey-mesterskabet i Surbiton efter finalesejr over Irene Bowder Peacock, og sammen vandt de to singlefinalister doubletitlen. Hun dannede igen par med landsmandinden Bowder Peacock, da hun vandt doubletitlen ved de franske mesterskaber i 1927, hendes første og eneste grand slam-titel i karrieren, hvor parret besejrede det britiske par Peggy Saunders og Phoebe Holcroft Watson med 6-2, 6-1. Ved samme mesterskab opnåede hun sit bedste grand slam-resultat i single ved at nå semifinalen, som hun tabte med 7-5, 4-6, 3-6 til den senere mester, Kea Bouman. Ved Wimbledon-mesterskaberne 1927 blev hun i singleturneringen slået ud i tredje runde af Phoebe Holcroft. I doubleturneringen nåede hun og Bowder Peacock frem til finalen men tabte til amerikanerne Helen Wills og Elizabeth Ryan med 3-6, 2-6.
På sin anden tur til Europa i 1929 vandt Heine singletitlen i Irish Open, hvor hun besejrede landsmandinden Billie Tapscott med 3-6, 6-3, 6-2. Derudover vandt hun British Hard Court Championships efter sejr i en tæt tre-sæts-finale mod Joan Ridley, som varede to timer, og som endte 6-4, 3-6, 8-6. Ved de franske mesterskaber i 1929 var hun seedet som nr. 2 i damesingleturneringen men blev slået i kvartfinalen i tre sæt (7-5, 3-6, 4-6) af Cilly Aussem. Henie og Alida Neave tabte finalen i damedoubleturneringen til Kea Bouman og Lilí Álvarez med 5-7, 3-6. Ved Wimbledon-mesterskaberne samme år spillede hun sig frem til kvartfinalen i single, hvor hvor hun tabte til verdens bedste spiller og den senere mester, Helen Wills, i to sæt – 2-6, 4-6. Hun gik glip af Wimbledon-mesterskaberne 1930 på grund af en uenighed med South African Lawn Tennis Union om planlægning af hendes turneringsdeltagelse.
I sommeren 1938 turnerede hun i Europa for tredje og sidste gang, hvor hun var anfører for Sydafrikas kvindehold. I juni tabte hun finalen til Alice Marble i turneringen i Weybridge. Hun vandt både single- og doubletitlen ved de hollandske mesterskaber i juli, hvor hun besejrede Nancye Wynne i to sæt i singlefinalen. Heine deltog ikke i de franske mesterskaber og tabte, igen til Wills, i fjerde runde i single i Wimbledon-mesterskaberne i en tæt tosætskamp: 6-8, 4-6. I doubleturneringen dannede hun par med landsmandinden Margaret Morphew, og sammen nåede de semifinalen, hvor de senere mestre Sarah Fabyan og Alice Marble sikrede sig sejren i to sæt med cifrene 5-7, 4-6.
Heine (Miller) vandt det sydafrikanske mesterskab i single fem gange: 1928, 1931, 1932, 1936 og 1937. Hun vandt endvidere seks doubletitler, i 1930, 1931, 1937, 1938, 1939 og 1947, og fem mixed double-titler: 1930, 1936, 1937, 1938 og 1939.
En sidste planlagt tur til Wimbledon i 1947 endte før tid, da hendes fly styrtede ned i Egypten. Alle passagererne overlevede dog flystyrtet, og Heine Miller pådrog sig kun mindre benskader, da hun løb fra det brændende fly, men det meste af hendes tennisudstyr gik tabt i styrtet, og derefter spillede hun ikke flere kampe i udlandet.

## Privatliv
Den 6. april 1931 giftede hun sig med landmanden Harry Miller (og tog efternavnet Heine Miller) i Pietermaritzburg, og parret fik to børn, en datter (Valerie) og en søn (Desmond). Harry døde i slutningen af anden verdenskrig i Nordafrika under en rutineoperation, der skulle fjerne hans mandler. I 1978 emigrerede hun til Australien, hvor hendes børn boede, og i 2009 kunne hun fejre sin 100-års fødselsdag i Canberra. I 2016 var den 106-årige Heine Miller en af Canberras ældste indbyggere, og hun døde den 31. juli 2016.